# Jason Miller
Jason Nicholas Miller (Atlanta, 24 de dezembro de 1980) é um atleta estadunidense de lutas livres conhecido por suas entradas extravagantes e estilo de luta excitante. O apelido "Mayhem" é usado por ele principalmente no Jiu-Jitsu Brasileiro e no Muay Thai, além de treinar no Team Quest em Temecula, Califórnia. Ele usualmente co-apresenta o "Mayhem Mondays" no  The Jason Ellis Show na  Sirius Satellite Radio. Miller tambem apresenta um reality show chamado Bully Beatdown, que vai ao ar na MTV e na  MTV2.

## Carreira
Miller lutou em diversas organizações, as mais notáveis foram Ultimate Fighting Championship, Dream MMA e Strikeforce. Ele detém vitórias sobre lutadores como Falaniko Vitale, Ronald Jhun, Egan Inoue, Denis Kang, Kala Hose, Toby Imada, Robbie Lawler e Kazushi Sakuraba.
Após a luta contra Ronald Jhun, ocorreu uma pequena confusão e Miller foi acertado na parte de tras da cabeça pelo companheiro de luta Mark Moreno. Isso animou os ânimos para uma luta entre os dois, luta essa que  Miller finalizou Moreno com uma armlock no primeiro round, fazendo uma hang loose antes de acabr com ele. Miller tornou-se mais famoso após uma batalha sangrenta contra o superstar canadense Georges St. Pierre no UFC 52. Ele perdeu por decisão unânime.
Em 2 de setembro de  2006, Mayhem roubou o título de Pesos Médios da Icon Sport do lutador  "Ruthless" Robbie Lawler por um triângulo no terceiro round. Em dezembro do mesmo ano, Mayhem perdeu sua primeira defesa pelo título contra Frank Trigg via TKO no segundo período, luta essa que muitos tinham Miller como favorito.
Miller estava lutando para os eventos no Japão da Dream MMA, onde ele fez parte do grand prix de Pesos-médios de 2008. Ele foi eliminado por Ronaldo Souza “Jacaré” no DREAM.4 nas semi-finais do torneio.
Miller e Jacaré lutaram novamente, dessa vez pelo cinturão da Dream para pesos médios; (titulo que está vago desde que Gegard Mousasi mudou-se para a categoria de Pesos Pesados leves). A luta terminou sem resultado quando Miller acertou um chute de futebol na cabeça de Jacaré, que abriu um  corte profundo e teve que ser atendido por um médico. Chutes de futebol não são aceitos na Dream e a luta ficou sem resultado, sendo que o chute não foi intencional. Ambos os lutadores concordaram em lutar novamente em setembro de 2009. O futuro dessa luta ficou incerto depois que Souza assinou com a Strikeforce Promotion. Miller lutou contra Jake Shields, dia 7 de novembro de 2009 na  CBS como parte da Strikeforce: Fedor vs Rogers. A luta era para decidir o titulo dos pesos médios da Strikeforce, pois Cung Le havia abandonado as lutas para seguir em sua carreria de ator.
Miller perdeu a luta por decisão unânime. Embora incapaz de resistir às derrubadas de Shields, ele marcou alguns pontos no primeiro round, além de ter quase finalizado a luta com um mata leão nos 10 segundos restantes do terceiro round, além ainda de ter tentado usar um triangulo em Shields. A finalização foi interrompida ao final do Segundo período.
Jason Miller enfrentou Tim Stout no  Strikeforce: Nashville em 17 de abril de  2010 e venceu a luta por TKO no segundo round.
Miller era esperado para enfrentar Robbie Lawler em 16 de junho de  2010 no  Strikeforce: Los Angeles, mas foi retirado do combate apos suas ações no Strikeforce: Nashville, onde ele confrontou Jake Shields para uma revanche após o mesmo vencer o veterano de pesos médios Dan Henderson.
Embora houvesse rumores de que Miller enfrentaria Nick Diaz em  outubro, a luta não vingou. "Mayhem" era programado para lutar contra Kazushi Sakuraba em 25 de setembro no Dream.16. Em entrevistas anteriores a luta, Mayhem afirmou que ele desejava ser a primeira pessoa a finalizar Sakuraba. Ele venceu a luta finalizando com um triangulo. Mayhem é atualmente é o segundo a finalizar o japonês em uma luta de MMA, o primeiro foi Kimo Leopoldo em uma luta que muitos afirmam ter sido de um estilo só.

### Briga no Strikeforce: Nashville
Durante as entrevistas após a luta  vitoriosa de Jake Shields contra Dan Henderson, Miller sem permissão dirigiu-se até Shields, perguntando: "Onde está a minha revanche, cara?" Após isso, ambos Gilbert Melendez e  Shields empurraram Miller para longe, Nick Diaz então deu o primeiro soco que iniciou a briga. Membros da Jiu-Jitsu Cesar Gracie, incluindo Melendez, Nick Diaz e Nate Diaz, atacaram Miller enquanto ele era contido por seguranças por pessoas da equipe de Diaz. A briga foi interrompida pelos árbitros,  por  membros da equipe de Dan Henderson e pelos seguranças do evento. Miller e outros cinco receberam um mes de suspensão e multas entre $5.000-$7.500 dólares. Strikeforce tambem cancelou sua luta contra Robbie Lawler.
Na sequência dos acontecimentos do Brawl Nasville, Miller expressou interesse em lutar contra Nick Diaz. Nick se recusou, afirmando que ele era o campeão dos médios do Strikeforce e necessário para continuar a lutar com aquele peso. Ele pediu para Miller descer até 170 lbs para lutar com ele. Miller continuou a tentar configurar uma luta, oferecendo 183 lbs como um catchweight. Dizia-se que Scott Coker, CEO do Strikeforce, estava interessado na criação da luta.

### Retorno ao UFC
Em 22 de abril de 2011, Miller assinou um acordo multi-luta com o UFC.
Miller era esperado para enfrentar Aaron Simpson em 02 de julho de 2011, no UFC 132. No entanto, em 27 de maio de 2011, foi revelado que Miller seria um dos treinadores do The Season The Ultimate Fighter 14, em frente ao Michael Bisping. Miller foi substituído por Brad Tavares no card de 132 UFC. Miller foi derrotado por Bisping por TKO em 3:34 do terceiro round em 3 de dezembro de 2011 no The Ultimate Fighter Finale 14. Após a luta UFC presidente Dana White disse sobre o desempenho de Miller, "Foi ruim. Foi a coisa mais estranha que eu já vi." Miller concordou que ele teve um desempenho ruim em seu blog.
Ele lutou com CB Dollaway no dia 26 de maio de 2012, pelo UFC 146. Em uma virada monumental, o moleiro muito vaidoso e arrogante, pagou o preço por subestimar Dollaway, perdendo todos os 3 rounds e uma decisão unânime. A luta que ele claramente poderia ter vencido se ele estivesse concentrado na tarefa em mãos.
Mais tarde, em 13 de agosto de 2012, Jason Miller foi preso após invadir uma Igreja pelado, munido de um extintor de incêndio, em Orange County, na Califórnia. Miller sujou todo o tempo com o líquido do extintor, e foi detido por policiais depois de ter emporcalhado dois andares do local. O lutador aparentava estar consciente e sem sinais de embriaguez.

## Campeonatos e Realizações

### Artes Marciais Mistas
- Icon Sport
  - Cinturão Middleweight (Uma vez)
- Superbrawl
  - Cinturão Welterweight (Uma vez)
- World MMA Awards
  - Entrada no ring mais memorável 2010 (Dream 9), 2011 (Dream 16)

## Cartel no MMA
| Cartel no MMA   |             |            |
| 32 lutas        | 23 vitórias | 8 derrotas |
| Por nocaute     | 5           | 2          |
| Por finalização | 14          | 1          |
| Por decisão     | 4           | 5          |
| Empates         | 0           | 0          |
| No contest      | 1           | 1          |

| Resultado | Cartel   | Oponente          | Método                                   | Evento                            | Data       | Round | tempo | Local                     | Notas                                         |
| Derrota   | 24–9 (1) | C.B. Dollaway     | Decisão Unânime                          | UFC 146                           | 26-05-2012 | 3     | 5:00  | Las Vegas, Nevada         |                                               |
| Derrota   | 24–8 (1) | Michael Bisping   | Nocaute técnico (joelhadas e socos)      | The Ultimate Fighter 14 Finale    | 03-12-2011 | 3     | 3:34  | Las Vegas, Nevada         |                                               |
| Vitória   | 24-7 (1) | Kazushi Sakuraba  | Finalização (Triângulo de braço)         | Dream 16                          | 25-09-2010 | 1     | 2:09  | Nagoya                    |                                               |
| Vitória   | 23–7 (1) | Tim Stout         | Nocaute técnico (Socos)                  | Strikeforce: Nashville            | 17-04-2010 | 1     | 3:09  | Nashville, Tennessee      |                                               |
| Derrota   | 22-7 (1) | Jake Shields      | Decisão (Unânime)                        | Strikeforce: Fedor vs. Rogers     | 07-11-2010 | 5     | 5:00  | Hoffman Estates, Illinois | pelo Cinturão dos Médios do Strikeforce.      |
| NC        | 22–6 (1) | Ronaldo Souza     | Luta encerrada devido a um golpe ilegal. | Dream 9                           | 26-05-2009 | 1     | 2:33  | Yokohama                  | Para o titulo de Pesos Médios da Dream MMA.   |
| Vitória   | 22–6     | Kala Hose         | Finalização (Mata-leão)                  | Kingdom MMA - Miller vs. Hose     | 18-04-2009 | 1     | 2:27  | Honolulu, Havaí           |                                               |
| Derrota   | 21–6     | Ronaldo Souza     | Decisão (Unânime)                        | Dream 4                           | 15-06-2008 | 2     | 5:00  | Yokohama                  | Quartas de Finais da Dream MWGP.              |
| Vitória   | 21–5     | Katsuyori Shibata | Nocaute técnico (golpes)                 | Dream 3                           | 11-05-2008 | 1     | 6:57  | Saitama                   |                                               |
| Vitória   | 20–5     | Tim Kennedy       | Decisão (Unânime)                        | HDNet Fights – Reckless Abandon   | 15-12-2008 | 3     | 5:00  | Dallas, Texas             |                                               |
| Vitória   | 19–5     | Hiromitsu Miura   | Decisão (Unânime)                        | WEC 27                            | 12-05-2007 | 3     | 5:00  | Las Vegas, Nevada         |                                               |
| Vitória   | 18–5     | Hector Urbina     | TKO (Punches)                            | Icon Sport - Epic                 | 31-03-2007 | 1     | 1:11  | Honolulu, Havaí           |                                               |
| Derrota   | 17–5     | Frank Trigg       | TKO (Soccer Kicks)                       | Icon Sport – Maiohem vs Trigg     | 01-12-2006 | 2     | 2:53  | Columbus, Ohio            | Perdeu a ICON Sport Middleweight Championship |
| Vitória   | 17–4     | Robbie Lawler     | Finalização (Triângulo)                  | Icon Sport – Maiohem vs Lawler    | 02-09-2006 | 3     | 2:50  | Honolulu, Havaí           | Venceu a ICON Sport Middleweight Championship |
| Vitória   | 16–4     | Lodune Sincaid    | Finalização (Mata-leão)                  | WFA – King of the Streets         | 22-07-2006 | 1     | 4:29  | Los Angeles, Califórnia   | Lutou no 205 lbs                              |
| Vitória   | 15–4     | Stefan Gamlin     | Fialização (Triângulo)                   | Icon Sport – Maiohem vs Giant     | 26-05-2006 | 1     | 0:46  | Honolulu, Havaí           |                                               |
| Vitória   | 14–4     | Falaniko Vitale   | Finalização (Mata-leão)                  | Icon Sport – Opposites Attract    | 28-10-2005 | 2     | 2:41  | Honolulu, Havaí           |                                               |
| Vitória   | 13–4     | Mark Moreno       | Finalização (Armlock)                    | Superbrawl – Icon                 | 23-07-2005 | 1     | 4:54  | Honolulu, Havaí           |                                               |
| Derrota   | 12–4     | Georges St-Pierre | Decisão (Unânime)                        | UFC 52 - Couture vs Liddell 2     | 2005-04-16 | 3     | 5:00  | Las Vegas, Nevada         | Lutou no 170 lbs                              |
| Vitória   | 12–3     | Ronald Jhun       | Finalização (Triângulo)                  | SB 37 – SuperBrawl 37             | 16-10-2004 | 2     | N/A   | Honolulu, Havaí           |                                               |
| Vitória   | 11–3     | Egan Inoue        | TKO (Corner Stoppage)                    | SB 32 – SuperBrawl 32             | 05-12-2003 | 2     | 5:00  | Honolulu, Havaí           |                                               |
| Vitória   | 10–3     | Sean Taylor       | Finalização (Triângulo)                  | SB 31 – SuperBrawl 31             | 20-09-2003 | 2     | 3:32  | Honolulu, Havaí           |                                               |
| Vitória   | 9–3      | Mark Longworth    | Finalização (Guilhotina)                 | PFC – Put Up or Shut Up           | 23-08-2003 | 2     | N/A   | Califórnia                |                                               |
| Vitória   | 8–3      | Jay Buck          | Decisão (Dividida)                       | SB 30 – Collision Course          | 13-06-2003 | 3     | 3:00  | Honolulu, Havaí           |                                               |
| Derrota   | 7–3      | Tim Kennedy       | Decisão                                  | EC 50 – Extreme Challenge 50      | 23-02-2003 | 3     | 5:00  | Salt Lake City, Utah      |                                               |
| Vitória   | 7–2      | Denis Kang        | Finalização (Mata-leão)                  | EC 50 – Extreme Challenge 50      | 23-02-2003 | 2     | 1:41  | Salt Lake City, Utah      |                                               |
| Vitória   | 6–2      | Todd Carney       | TKO (Paralisação do Córner)              | FFP – FebruaryFight Party         | 01-02-2003 | 1     | 2:31  | Atlanta, Geórgia          |                                               |
| Derrota   | 5–2      | Todd Carney       | Finalização (Guilhotina)                 | ISCF – Atlanta                    | 16-08-2002 | 1     | 1:32  | Atlanta, Geórgia          |                                               |
| Vitória   | 5–1      | Phil Ensminger    | Finalização (Triângulo)                  | RFC1 – The Beginning              | 13-07-2002 | 1     | 3:23  | Las Vegas, Nevada         |                                               |
| Vitória   | 4–1      | Toby Imada        | Decisão                                  | XP 2 – Xtreme Pankration 2        | 12-04-2002 | 2     | 5:00  | Los Angeles, Califórnia   |                                               |
| Derrota   | 3–1      | Chael Sonnen      | Decisão                                  | HFP 1 – Rumble on the Reservation | 30-03-2002 | 2     | 5:00  | Anza, Califórnia          |                                               |
| Vitória   | 3–0      | Todd Carney       | Finalização                              | ISCF – Battle at the Brewery 2001 | 08-12-2002 | 2     | 2:53  | Atlanta, Geórgia          |                                               |
| Vitória   | 2–0      | Brian Warren      | Finalização (Mata-leão)                  | UP 1 – Ultimate Pankration 1      | 11-11-2001 | 1     | 3:15  | Cabazon, Califórnia       |                                               |
| Vitória   | 1–0      | Tommy Laguwans    | Nocaute técnico                          | RITC 27 – Rage in the Cage 27     | 28-04-2001 | 1     | 3:00  | Phoenix, Arizona          |                                               |